# Scopocira tenella
Scopocira tenella är en spindelart som beskrevs av Simon 1900. Scopocira tenella ingår i släktet Scopocira och familjen hoppspindlar. Inga underarter finns listade i Catalogue of Life.